# Gran Premio Città di Rio Saliceto e Correggio 2001
Il Gran Premio Città di Rio Saliceto e Correggio 2001, ottava edizione della corsa, si svolse il 21 luglio 2001 su un percorso di 159,6 km. La vittoria fu appannaggio dell'estone Andrus Aug, che completò il percorso in 4h30'00", precedendo gli italiani Nicola Minali ed Enrico Degano.
Sul traguardo di Correggio 36 ciclisti, su 63 partiti da Rio Saliceto, portarono a termine la competizione.

## Ordine d'arrivo (Top 10)
| Pos. | Corridore        | Squadra                      | Tempo    |
| ---- | ---------------- | ---------------------------- | -------- |
| 1    | Andrus Aug       | Amore & Vita-Beretta         | 4h30'00" |
| 2    | Nicola Minali    | Tacconi Sport-Vini Caldirola | ?        |
| 3    | Enrico Degano    | Ceramiche Panaria-Fiordo     | ?        |
| 4    | Alberto Ongarato | Mobilvetta-Formaggi Trentini | ?        |
| 5    | Adriano Baffi    | Mapei-Quick Step             | ?        |
| 6    | Federico Colonna | Cantina Tollo                | ?        |
| 7    | Moreno Di Biase  | Mobilvetta-Formaggi Trentini | ?        |
| 8    | Daniele Galli    | Alexia Alluminio             | ?        |
| 9    | Fabrizio Guidi   | Mercury Cycling Team         | ?        |
| 10   | Biagio Conte     | Saeco                        | ?        |